# أندرو روسو
أندرو روسو (بالإنجليزية: Andrew Russo)‏ هو عازف بيانو أمريكي، ولد في 22 أكتوبر 1975 في سيراكيوز في الولايات المتحدة.

## وصلات خارجية
- الموقع الرسمي
- أندرو روسو على موقع ميوزك برينز (الإنجليزية)
- أندرو روسو على موقع ديسكوغز (الإنجليزية)